# Die Schildgenossen
Die Schildgenossen war eine von 1920 bis 1941 erscheinende katholische Zeitschrift, die von Angehörigen des Jugendbundes Quickborn unter Federführung von Romano Guardini gegründet wurde und als Organ der katholischen Jugendbewegung, aber auch als Sprachrohr der katholischen Kulturbewegung galt.

## Geschichte
Die Schildgenossen war erstmals im „Gilbhart 1920“ als Blätter der Großquickborner und Hochländer unter dem Schriftleiter Rolf Ammann erschienen. Der Untertitel änderte sich ab „Hartung 1922“ in Zeitschrift des Älterenbundes im Quickborn. Zu Ostern 1923 wechselte die Schriftleitung zu Josef Außem, der Untertitel wechselte mit dem nächsten Heft in Zeitschrift der älteren Quickborner. Ab „Lenzing 1924“ wurden Die Schildgenossen von Romano Guardini und Josef Außem als Zeitschrift der katholischen Lebensbewegung herausgegeben. 1925 wechselte die Schriftleitung von Außem zu Ludwig Neundörfer, 1927 kam Rudolf Schwarz, 1929 Helene Helming, 1931 Heinrich Kahlefeld zum Herausgeberkreis hinzu.
Neben zahlreichen Beiträgen von Guardini selbst arbeiteten Autoren wie Hermann Platz, Felix Messerschmid, Georg Volk, Robert Steidle und Ida Friederike Görres mit. Die Zeitschrift hatte auch Aussprache- und Forumscharakter. Bekannt wurde zum Beispiel die Debatte zwischen Max Bondy und Guardini über das Verhältnis von Autorität und Freiheit in der Jugendbewegung. Über die dem Quickborn nahestehenden Autoren hinaus kamen so unterschiedliche Persönlichkeiten wie Ernst Michel, Peter Wust, Waldemar Gurian und Carl Schmitt zu Wort. Meist gingen diesen Beiträgen Werkwochen oder Tagungen auf Burg Rothenfels voraus.
1941 wurde das Erscheinen der Zeitschrift „aus Papiermangel“ nach dem dritten Heft eingestellt. 